# Harry Burton (giornalista)
Harry Burton (Brisbane, 23 gennaio 1968 – Sarobi, 19 novembre 2001) è stato un giornalista, fotografo e cameraman australiano, rapito e ucciso dai talebani sulla strada tra Jalalabad e Kabul assieme ad altri tre colleghi: Maria Grazia Cutuli, Julio Fuentes e Aziz Ullah Haidari.

## Biografia
Si avvicinò tardi al giornalismo avendo fino al 1998 lavorato nel controllo qualità dell'azienda australiana di grande distribuzione Coles Myer.
Aveva poi lasciato il lavoro per diventare, sebbene senza alcuna precedente esperienza nel campo, fotoreporter. Fece esperienza in Indonesia e durante il processo di indipendenza di Timor Est, lavorando subito dopo per l'agenzia Reuters. Era fra i giornalisti presi in ostaggio durante il colpo di stato nelle Figi nel 2000, dopo il quale fu assunto a tempo pieno dalla Reuters come cameraman.
In Afghanistan per seguire il conflitto iniziato poco prima, fu rapito, lungo la strada tra Jalalabad e Kabul, assieme ad un piccolo gruppo di giornalisti: un fotografo afgano della Reuter Aziz Ullah Haidari, il giornalista di El Mundo Julio Fuentes e l'inviata del Corriere della Sera Maria Grazia Cutuli, oltre ad un interprete. I loro corpi furono ritrovati poche ore dopo.
Per il loro omicidio fu condannato a morte, nel 2004, Reza Khan; la sentenza fu eseguita nel 2007.